# Lissonota curtiterebra
Lissonota curtiterebra là một loài tò vò trong họ Ichneumonidae.